# Ленино (Буда-Кошелёвский район)
Ленино (бел. Леніна) — деревня в Октябрьском сельсовете Буда-Кошелёвского района Гомельской области Беларуси.

## География

### Расположение
В 6 км на восток от районного центра и железнодорожной станции Буда-Кошелёвская (на линии Жлобин — Гомель), 42 км от Гомеля.

### Гидрография
На севере мелиоративные каналы, соединённые с рекой Липа (приток реки Сож).

## Транспортная сеть
Транспортные связи по просёлочной, затем автодорогах, которые отходят от Буда-Кошелёво. Планировка состоит из чуть выгнутой короткой улицы, ориентированной с юго-востока на северо-запад и застроенной неплотно деревянными домами усадебного типа.

## История
Основана в начале XX века переселенцами с соседних деревень. В 1925 году в Дуравичском сельсовете Буда-Кошелёвского района Бобруйского округа. В 1930 году организован колхоз имени В. И. Ленина, работала кузница. На фронтах Великой Отечественной войны погибли 22 жителя деревни. В 1959 году в составе совхоза «Дуравичский» (центр — деревня Дуравичи).
До 16 декабря 2009 года в составе Дуравичского сельсовета.

## Население

### Численность
- 2004 год — 19 хозяйств, 33 жителя.

### Динамика
- 1925 год — 44 двора.
- 1959 год — 160 жителей (согласно переписи).
- 2004 год — 19 хозяйств, 33 жителя.